# المرير (محافظة وادي الفرع)
المرير أو (وادي مرير)، قرية سعودية، تتبع محافظة وادي الفرع التابعة لإمارة لمنطقة المدينة المنورة. تقع في جنوب المدينة المنورة، وتبعد عنها قرابة 175 كم.